# Bình Nguyên (châu)
Bình Nguyên; (châu Bình Nguyên) là một châu thuộc Đại Việt thời Nhà Lý, từ thời Lê về sau gọi là châu Vị Xuyên, gần tương ứng với các huyện Vị Xuyên, Bắc Quang, Hoàng Su Phì, tỉnh Hà Giang ngày nay.